# Лаваль Рокет
«Лава́ль Роке́т» (англ. Laval Rocket) (фр. Rocket de Laval) — профессиональный хоккейный клуб из АХЛ, вступивший в лигу в сезоне 2017-18 в качестве фарм-клуба команды НХЛ «Монреаль Канадиенс». Базируется в городе Лаваль, провинция Квебек, Канада. Домашние игры проводит в спорткомплексе «Плэйс Белл», вмещающем 10 000 зрителей.
Ранее команда базировалась в Сент-Джонсе, провинция Ньюфаундленд и Лабрадор и называлась «Сент-Джонс Айскэпс».

## История
11 июля 2016 года АХЛ и «Монреаль Канадиенс» анонсировали переезд дочернего клуба из Сент-Джонса в пригород Монреаля, город Лаваль, начиная с сезона 2017-18. Соревнование по выбору названия для новой команды длилось с 11 июля по 31 августа, а в финал вышли «Пэтриотс», «Рэпидс» и «Рокет». 8 сентября было объявлено, что большинство голосов фанатов (51 %) набрало название «Рокет», которое было придумано в честь легендарного хоккеиста «Канадиенс» Мориса «Ракеты» Ришара. Команда из Лаваля стала второй командой из Большого Монреаля, носившей название «Рокет», после команды Главной юниорской хоккейной лиги Квебека «Монреаль Рокет», существовавшей в период с 1999 по 2003 годы. В июне 2017 года новым генеральным менеджером команды был назначен Ларри Каррьер, а главным тренером остался Сильвен Лефевр, который начал возглавлять её ещё в 2012 году, когда команда называлась «Гамильтон Булдогс».

## Логотип и форма команды
31 января 2017 года «Лаваль Рокет» представил болельщикам новый дизайн логотипа и формы хоккейного клуба. Синий, белый и красный цвета были выбраны в соответствии с цветами «старшего» клуба, «Монреаль Канадиенс». В знак уважения к Морису Ришару, на форме так же появилась нашивка с его игровой «девяткой» и стилизованное пламя на каждом из рукавов. Пламя также изображено внизу игрового номера и на задних сторонах гамаш. На рукавах так же находятся нашивки в виде щитов с надписью «Рокет» внутри. Название Лаваля, города, в котором играет команда, нанесено на плечах, а также в области шеи.
Главный логотип представляет собой большую голубую латинскую букву «R» с белыми линиями и подсветкой. Хотя цвета других логотипов чередуются, в зависимости от того, «гостевая» это форма или домашняя, главное лого остаётся синим как на красной, так и на белой форме.